# Herb Triesenbergu

Herb Triesenbergu.

Herb Triesenbergu – jeden z symboli gminy Triesenberg w postaci herbu nadany przez księcia Franciszka Józefa II 20 maja 1955 roku.
Herb stanowi niebieska tarcza ze złotym trójwzgórzem u podstawy, nad którym swobodnie unosi się również złoty dzwon. Herb nawiązuje do ludności walserskiej migrującej na tereny Triesenbergu w średniowieczu z rejonu Davos, m.in. poprzez dzwon, który jest atrybutem patrona Walserów – świętego Teodula.